# Piperiés
Piperiés (Piperies) är en ort i Grekland.   Den ligger i prefekturen Nomós Péllis och regionen Mellersta Makedonien, i den norra delen av landet, 400 km norr om huvudstaden Aten. Piperiés ligger 162 meter över havet och antalet invånare är 558.
Terrängen runt Piperiés är varierad. Runt Piperiés är det ganska glesbefolkat, med 34 invånare per kvadratkilometer. Närmaste större samhälle är Aridaía, 3,3 km öster om Piperiés. Trakten runt Piperiés består till största delen av jordbruksmark.